# Erland Berglöf
Erland Berglöf, född 16 juli 1875 i Söderhamn, död 21 april 1937 i Malmö S:t Petri församling, var en svensk bankdirektör. Han var son till Frans Berglöf och bror till Lennart Berglöf.
Efter hovrättsexamen vid Lunds universitet 1897 blev Berglöf föreståndare för Stockholms Diskontobanks notarieavdelning, ombudsman där 1907, direktörsassistent i Stockholms Enskilda Bank 1914 och direktör där 1919. År 1922 efterträdde han Johan Qvitslund som verkställande direktör för Sydsvenska kreditaktiebolaget och erhöll samma befattning då nämnda bank samma år ombildades till AB Sydsvenska banken. Han blev verkställande direktör för AB Skånska banken då AB Sydsvenska banken 1935 uppgick i denna. Han ligger begravd i Söderhamn.